# 張子龍 (藝人)
張子龍 （1992年3月17日—），臺灣男子音樂團體Future Idol未來偶像副隊長，在隊內兼任Vocal、Rapper。
他也跨團參加台灣男團「N.O.N」，擔任Rapper。2021年2月，發表首張個人單曲《Fantasy》。

## 經歷
2016年4月，簽約加入台灣經紀公司成為男團練習生。同年9月，以台灣男團「BTM」出道，開始各個演出活動。2017年4月，與台灣經紀公司解約後離開男團「BTM」。同年11月，前往韓國JYP子公司成為練習生。
2018年6月，前往北京「辰星娛樂」成為練習生。9月，通過上海「香蕉娛樂」二期練習生徵選，為台灣代表之一前往上海決賽。11月，正式簽約上海「聞瀾文化」成為練習生，參與101節目選秀。
2019年6月，回台灣錄製由隨身遊戲股份有限公司所製作的實境秀節目《Co-Living同居時代-夏季篇》，該節目由苗可麗、許孟哲領銜主持，2019年8月26日於麥卡貝網路電視及麥卡貝Youtube頻道上播出，2019年10月6日於緯來綜合台同步播出。
2020年6月，參加韓國「Rainbow」公司男團「Future Idol」正式亮相。
2021年3月，跨台灣男團「N.O.N」參加新歌發佈會，他擔任團內Rapper。

## 影視作品

### 電視節目
| 時間          | 節目名稱          | 單元                                             |
| ------------- | ----------------- | ------------------------------------------------ |
| 2016年9月14日 | MTV我愛偶像       | MONSTA X 몬스타엑스 特別企劃！                   |
| 2018年8月10日 | 小明星大跟班      | 不看臉誰是妳的菜？內在美聯誼大會！               |
| 2018年5月4日  | 麻辣天后傳        | 這不只是街舞！還是帥哥街舞！舞蹈系美男子來了！   |
| 2018年6月9日  | 國光幫幫忙        | 這些罪行！長再正都不能犯！！                     |
| 2019年8月26日 | Co-living同居時代 | 夏季篇                                           |
| 2020年7月4日  | 學生天團瘋音樂    | 成為男團的搞笑條件?                              |
| 2021年5月8日  | 學生天團瘋音樂    | 史上最強自己來超帥男團                           |
| 2021年9月27日 | 小明星大跟班      | 岳父挑女婿越看越生氣！女兒的眼光爸爸會認同嗎？！ |

### MV演出
| 日期           | 歌手   | 歌名       |
| -------------- | ------ | ---------- |
| 2019年12月26日 | 陳零九 | 外套       |
| 2020年9月20日  | 林佳音 | 淺藍色的你 |

## 音樂作品

### 數位單曲
| 日期          | 單曲名稱               | 發行團體                                 | 備註   |
| ------------- | ---------------------- | ---------------------------------------- | ------ |
| 2020年6月19日 | 《We are future idol》 | Future Idol台灣總隊                      | 音樂MV |
| 2020年7月12日 | 《Crazy in love》      | Future Idol台灣總隊                      | 音樂MV |
| 2020年9月8日  | 《怒海》               | Future Idol台灣總隊 feat.Flora花花、奎丁 | 音樂MV |
| 2020年9月18日 | 《心搖擺》             | Future Idol台灣總隊                      | 音樂MV |
| 2020年9月25日 | 《Alone》              | Future Idol台灣總隊                      | 音樂MV |
| 2020年9月27日 | 《Fantasy》            | Future Idol張子龍(個人單曲)              |        |
| 2021年3月23日 | 《Now or never》       | N.O.N                                    |        |

### 迷你專輯
- 《We Are Future Idol》[29]

### 演唱會
| 年份   | 日期     | 演唱會名稱                               | 舉行城市   | 舉行地點                       |
| ------ | -------- | ---------------------------------------- | ---------- | ------------------------------ |
| 2019年 | 7月27日  | 《CNC粉絲見面會》                        | 臺灣台北市 | 3 Cafe Studio                  |
| 2020年 | 6月21日  | 《最初的心願First Wish-男團嘉賓》        | 臺灣台北市 | 河岸留言西門紅樓展演館         |
| 2020年 | 7月14日  | 《未來偶像KPOP韓流音樂節 台北場》        | 臺灣台北市 | Clapper Studio台北三創生活園區 |
| 2020年 | 8月30日  | 《未來偶像KPOP韓流音樂節 高雄場》        | 臺灣高雄市 | 高雄駁二LIVE WAREHOUSE         |
| 2020年 | 9月10日  | 《海霧電影5G演唱會》                     | 臺灣台北市 | Clapper Studio台北三創生活園區 |
| 2020年 | 10月27日 | 《Lead High未來偶像家族演唱會-金色月夜》 | 臺灣台北市 | Clapper Studio台北三創生活園區 |
| 2021年 | 3月10日  | 《N.O.N出道新歌發布會》                  | 臺灣台北市 | 典空間                         |
| 2021年 | 3月28日  | 《N.O.N小型演唱會》                      | 臺灣台北市 | 典空間                         |

### 其餘活動
| 年份   | 日期     | 活動名稱                              | 活動地點                       |
| ------ | -------- | ------------------------------------- | ------------------------------ |
| 2016年 | 9月15日  | 《男團演出嘉賓》                      | Room18                         |
| 2016年 | 12月16日 | 《男團演出嘉賓》                      | GStar                          |
| 2016年 | 12月24日 | 《百年校慶演唱會》                    | 靜修女中                       |
| 2017年 | 1月      | 《反霸凌大使》                        | 大溪國中                       |
| 2017年 | 1月      | 《一日店長》                          | 逢甲冰菓室                     |
| 2017年 | 2月5日   | 《台北燈節》                          | 西門町                         |
| 2017年 | 2月11日  | 《元宵節聯歡晚會》                    | 彰化萬興宮                     |
| 2019年 | 9月8日   | 《CarzyFriday百大DJ活動(開場演出)》   | 凱達格蘭大道                   |
| 2019年 | 9月28日  | 《一日店長》                          | 貨室甜品                       |
| 2019年 | 10月26日 | 《萬聖誰瞎趴(演出嘉賓)》              | 台北香堤大道廣場               |
| 2019年 | 12月31日 | 《ATT x Just soul party跨年表演嘉賓》 | ATT Recharge                   |
| 2020年 | 3月14日  | 《Tinder代言一日店長》                | 華山藝文中心                   |
| 2020年 | 7月28日  | 《紅心字會公益大使》                  | 台北                           |
| 2020年 | 8月15日  | 《illumine品牌發表演唱會》            | 角落文創展演空間               |
| 2020年 | 8月28日  | 《青春，創世紀夢想合一公益演唱》      | 創.Create展演空間              |
| 2020年 | 9月6日   | 《宜蘭樂浪音樂節》                    | 冬山河親水公園                 |
| 2020年 | 9月9日   | 《電影「海霧」記者會》                | 台北信義A13                    |
| 2020年 | 11月14日 | 《校慶演出嘉賓》                      | 臺北市立信義國民中學           |
| 2020年 | 11月18日 | 《飛碟空中義賣公益記者會》            | 台北                           |
| 2020年 | 11月22日 | 《東森寵物雲兩周年派對演出》          | 東森寵物雲新莊店               |
| 2020年 | 11月28日 | 《一日店長》                          | 東森寵物雲士林店               |
| 2020年 | 12月25日 | 《耶誕晚會演出》                      | 臺北市私立華岡藝術學校         |
| 2020年 | 12月26日 | 《青年論壇活動演出》                  | 台北市青少年育樂中心           |
| 2021年 | 4月25日  | 《頒獎典禮演出嘉賓》                  | 臺北市私立普林思頓高級中等學校 |
| 2021年 | 5月4日   | 《全國國中生街舞大賽演出嘉賓》        | 臺北市私立普林思頓高級中等學校 |
| 2022年 | 12月30日 | 《紅心字會未拆封的聖誕禮物演出》      | 三創生活園區                   |
| 2023年 | 1月28日  | 《紅心字會男孩女孩新春特賣會》        | Box Taipei                     |

## 外部連結
- 張子龍的Instagram帳戶（繁體中文）
- 張子龍的Facebook專頁（繁體中文）
- YouTube上的張子龍頻道（繁體中文）
- Tiktok （页面存档备份，存于）